# Akvitanija (francuska regija 1982. – 2015.)
Akvitanija (fra. Aquitaine, gas, oks. Aquitània; bas. Akitania), poznata i pod starim nazivom "Guyenne", je bivša (1982. – 2015.) francuska regija, na jugozapadu Francuske, smještana na obalama Atlantskog oceana i Pirenejskog planinskog lanca.

## Povijest
Regije je dobila ime po Akvitanima (latinski: Aquitani) ili Akvitancima, koji su nasljevali to područje u antičko doba.  
U vrijeme Rimskog Carstva, provincija Gallia Aquitania je obuhvaćala Galsku regiju izmađu Pireneja i rijeke Garonne. Kasnije je dodan i teritorij između Garonne i Loire. Za razliku od sjevernih Gala, stanovništvo ove regije je bilo poprilično romanizirano u ovom periodu.
U 4. stoljeću, provincija je podjeljena u tri zasebne provincije: Aquitania prima, Aquitania secunda i Aquitania tertia ili Aquitania Novempopulana.
Tijekom propadanja Rimskog Carstva u 5. stoljeću, područje su preuzeli Vizigoti koji su od Rimljana dobili zemlju. Vizigoti su vladali tim krajevima dok ih Franci nisu otjerali 507. godine. U 8. stoljeću, nakon pruženog otpora Maurima, Akvitanija je ušla u Zapadno ili Karolinško Carstvo.
Od 877. godine, Akvitanijom su vladali razne vojvode. Za vrijeme Stogodišnjeg rata, Englezi su vladali ovim područjem od 1361. do 1453. kada su Francuzi Kastiljonskom bitkom osvojili Bordeaux i pripojili Akvitaniju Francuskoj.

## Administracija
Regijom je poprilično dugo vladala desnica, a 1998. je vlast preuzela ljevica. Na lokalnim izborima, održanim 2004. godine, pobijedila je koalicija lijevih stranaka (PS - Les Verts - PRG) na čelu s Alainom Roussetom.

## Zemljopis
Akvitanija čini 7.6% ukupne površine Francuske. Pokrajina na jugu graniči s Kraljevinom Španjolskom, na istoku s regijom Pireneji-Jug, a na sjeveru s regijama Poitou-Charentes i Limousin. 
Neki od glavnih geografskih obilježja ove regije su:
- Côte d'Argent, jedna od najslavnijih obala u Francuskoj.
- Bazen Arcachon, velika laguna.
- Rijeke Garonne i Dordogne.
- Planinski masiv Pireneji.
- Dune de Pilat, blizu Arcachona je najveća pješčana dina u Europi.

## Gospodarstvo
Ova regija je dosta poljoprivredno usmjerena. Vino i vinska proizvodnja su vrlo jaki u ovoj regiji, Bordeaux je važan vinski centar. Uz uzgoj grožđa, od poljoprivrede je važno spomenuti i šumarstvo na sjeveru regije i stočarstvo. Turizam je također vrlo razvijen u Akvitaniji, posebno na području Côte d'argent. Glavna turistička mjesta su: Bayonne, Biarritz, St. Jean de Luz i Hendaye. Razvijeno je i planinarenje na Pirenejima i izletu u dvorce.
Regija je bogata prirodnim plinom.

## Stanovništvo
Stanovništvo ove regije čini oko 5% ukupne populacije Francuske.

### Jezici
U Akvitaniji se koriste četiri jezika: francuski, oksitanski, poitevin-saintongeais i baskijski.
Dijalekti oksitanskog u ovoj regiji su:
- gaskonski koji se govori u departmanima Gironde i Landes, također sadrži poddijalekt béarnais (béarnški) koji se koristi u Béarnu, departman Pyrénées-Atlantiques.

- languedocien (languedokški) se koristi na jugu departmana Dordogne i na sjeveru Lot-et-Garonne.
- limousin jezik (limousinški) se govori u srednjem dijelu i na sjeveru departmana Dordogne.

Poitevin-saintongeais se govori u Pays de Gabaye, na sjeveru Garonne, i u enklavi Petite Gavacherie (Garonne).
Baskijski se govori u zapadnom dijelu departmana Pyrénées-Atlantiques : u baskijskim pokrajinama Basse-Navarre, Soule i Labourd (Sjeverna Baskija).

## Kultura

### Gastronomija
Ova regija je prva regija u Francuskoj po proizvodnji vina. Akvitanija proizvodi oko četvrtinu ukupne količine proizvedenog vina u Francuskoj. Francuska je po proizvodnji broj jedan proizvođač vina na svijetu.
Vinorodno područje u departmanu Gironde, gdje se nalazi Bordeaux, je broj jedan vinorodno područje i po kvaliteti i po kvantiteti.
Od vina ovdje se proizvode Madiran, Lillet, Bergerac i drugi. Od ostalih alkoholnih pića, ovdje se proizvodi poznati Armagnac.
Područje je vrlo poznato po proizvodnji paštete, posebno guščije ili pačije paštete (foie gras).
Departman Dordogne je poznat po proizvodnji tartufa.
Baskija je također poznata po svojim gastronomskim specijalitetima, uključujući baskijski kolač i baskijsko pile.

### Građevine
Regija je poznata po dvorcima, samo u departmanu Dordogne postoji više od 1000 starih dvoraca. Najpoznatiji od njih su: Castelnaud-la-Chapelle, Commarque, Monbazillac, Beynac, Herm, Bourdeilles, Biron, Milandes, le château de Joséphine Baker, Montfort, Château de Puymartin/Marquay.
Specifičnost ove regije su bastides. To su mali ograđeni gradovi i sela, kakva su se gradila u 13. stoljeću u Francuskoj. Najpoznatiji su: Monpazier, Villefranche-du-Périgord, Domme, Eymet.

### Poznate osobe
- Montesquieu, francuski filozof, rođen u Girondeu.
- Michel de Montaigne, renesansni mislilac i političar.
- Jacques Ellul, filozof, sociolog i teolog.
- Armand Fallières, bivši predsjednik Francuske iz vremena Treće Republike.
- Jean-Charles de Borda, matematičar, fizičar, političar i navigator.
- Élisée Reclus, geograf.
- Frédéric Bastiat, filozof i ekonomist.
- Didier Deschamps, nogometaš.
- Christophe Dugarry, nogometaš.
- papa Klement V.
- Sv. Vilim Akvitanski
- Sv. Deodat iz Ruticinija u Akvitaniji.

## Vanjske poveznice
- Stranica regionalnog vijeća  Arhivirana inačica izvorne stranice od 23. veljače 2011. (Wayback Machine)
- Umjetnost i kultura Akvitanije  Arhivirana inačica izvorne stranice od 18. ožujka 2010. (Wayback Machine)
- Društvo znanstvenika Akvitanije

|  | Portal Francuske – Pristup člancima s tematikom o Francuskoj. |